# Acanthotrophon striatoides
Acanthotrophon striatoides är en snäckart som beskrevs av Vokes 1980. Acanthotrophon striatoides ingår i släktet Acanthotrophon och familjen purpursnäckor. Inga underarter finns listade i Catalogue of Life.